# Internacia Krestomatio
Internacia Krestomatio (Chrestomatia Międzynarodowa) – 107-stronicowa czytanka do nauki języka esperanto autorstwa Kazimierza Beina wydana w 1907 r. w wydawnictwie Michała Arcta w Warszawie.
Książka zawiera fragmenty następujących utworów, przetłumaczone na esperanto z sześciu języków (francuskiego, rosyjskiego, angielskiego, polskiego, włoskiego i niemieckiego):
- Alexandre Dumas: Trzej muszkieterowie (Tri musketeroj) – tom I, rozdział V
- Anton Czechow: Ojciec (Patro)
- Maksim Gorki: Boleś (Bolĉjo)
- Rudyard Kipling: Cud Purun’a Bhagat’a (La miraklo de Purun Bhagat)
- Andrzej Niemojewski: O cichym wieczorze (En kvieta vespero)
- Matilde Serao: Non più (Neniam plu!)
- Henryk Sienkiewicz: Quo vadis – tom III, rozdział XXIII
- Bertha von Suttner: Opowieść o duchach (Rakonto pri spiritoj)